# 広町停留場
広町停留場（ひろちょうていりゅうじょう）は、かつて熊本県熊本市にあった熊本市交通局坪井線に属した停留場（廃駅）である。

## 構造
相対式2面2線であった。

## 歴史
- 1911年（明治44年）10月1日 - 菊池軌道千反畑停留場として開業
- 1924年 （大正13年） - 広町停留場に改称。
- 1954年（昭和29年）10月1日 - 熊本電気鉄道から軌道線を譲受して坪井線として藤崎宮前 - 上熊本駅前間開通、坪井線の停留場となる。
- 1970年（昭和45年）5月1日 - 坪井線全線廃止に伴い廃駅。

## 現在
- 跡地は熊本県道1号熊本玉名線の一部になっている。
- 付近の交差点にある生花店（画像）は菊池軌道時代からの駅舎（切符売り場兼待合所）で、熊本電鉄関連で造った建物では最古である（BSジャパンの番組｢空から日本を見てみよう plus｣、2013年8月20日放送分より）。

## 隣の停留場
熊本市交通局
坪井線
藤崎宮前停留場 - 広町停留場 - 壺井橋停留場